# Distrito electoral federal 26 del estado de México
El XXVI Distrito Electoral Federal del Estado de México es uno de los 300 Distritos Electorales en los que se encuentra dividido el territorio de México para la elección de diputados federales y uno de los 40 en los que se divide el Estado de México. Su cabecera es la ciudad de Toluca de Lerdo, capital del Estado de México.
El Vigésimo Sexto Distrito del Estado de México se encuentra en la región central del Valle de Toluca. Desde 2022 el distrito electoral está conformado por la región norte del Municipio de Toluca. Lo integran localidades como San Mateo Oxtotitlán, Santiago Miltepec, San Cristóbal Huichochitlán, San Mateo Otzacatipan, San Pablo Autopan, San Marcos Yachihuacaltepec y San Cayetano Morelos. La región sur del municipio pertenece al Distrito XXXIV. Lo conforman 138 secciones electorales.

## Distritaciones anteriores

### Distritación 1996 - 2005
Entre 1996 y 2005 el Distrito 26 fue conformado por la región norte del Municipio de Toluca. Lo integraban localidades como el Centro histórico de Toluca, San Mateo Oxtotitlán, San Marcos Yachihuacaltepec, San Lorenzo Tepaltitlán y Santa María Totoltepec. Su cabecera distrital era Toluca de Lerdo.
El Distrito XXVI fue creado por la reforma electoral realizada en 1977, por lo cual ha elegido diputados federales a partir de 1979 a la LI Legislatura.

### Distritación 2005 - 2017
Entre 2005 y 2017 el Distrito 26 del Estado de México fue conformado por las regiones norte y oriental del Municipio de Toluca. Lo integraban localidades como Santa Ana Tlapaltitlán, San Lorenzo Tepaltitlán, San Cristóbal Huichochitlán y San Cayetano Morelos. Su cabecera distrital era Toluca de Lerdo.

### Distritación 2017 - 2022
Tras la distritación electoral nacional de 2014-2017 llevada a cabo por el Instituto Nacional Electoral, el territorio del distrito electoral federal fue conformado por la región norte del Municipio de Toluca. Lo integraban localidades como San Marcos Yachihuacaltepec, San Pablo Autopan, San Cristóbal Huichochitlán y San Mateo Otzacatipan. Su cabecera distrital era Toluca de Lerdo.

## Diputados por el distrito
| Legislatura | Periodo                                       | Diputado                       | Grupo parlamentario                  |
| ----------- | --------------------------------------------- | ------------------------------ | ------------------------------------ |
| LI          | 1 de septiembre de 1979-31 de agosto de 1982  | Elba Esther Gordillo           | Partido Revolucionario Institucional |
| LII         | 1 de septiembre de 1982-31 de agosto de 1985  | Leonardo González Varela       | Partido Revolucionario Institucional |
| LIII        | 1 de septiembre de 1985-31 de agosto de 1988  | Dionisio Moreno Cortés         | Partido Revolucionario Institucional |
| LIV         | 1 de septiembre de 1988-31 de octubre de 1991 | Maurilio Hernández González    | Partido Revolucionario Institucional |
| LV          | 1 de noviembre de 1991-31 de octubre de 1994  | Luis Pérez Díaz                | Partido Revolucionario Institucional |
| LVI         | 1 de noviembre de 1994-31 de agosto de 1997   | Luis Alberto Contreras Salazar | Partido Revolucionario Institucional |
| LVII        | 1 de septiembre de 1997-15 de marzo de 2000   | Alberto Curi Naime             | Partido Revolucionario Institucional |
| LVII        | 15 de marzo de 2000-31 de agosto de 2000      | Eloy López Martínez            | Partido Revolucionario Institucional |
| LVIII       | 1 de septiembre de 2000-8 de enero de 2003    | María Elena Chávez Palacios    | Partido Acción Nacional              |
| LVIII       | 8 de enero de 2003-13 de marzo de 2003        | Vacante                        | Partido Acción Nacional              |
| LVIII       | 13 de marzo de 2003-31 de agosto de 2003      | María Elena Chávez Palacios    | Partido Acción Nacional              |
| LIX         | 1 de septiembre de 2003-10 de enero de 2006   | Juan Carlos Núñez Armas        | Partido Acción Nacional              |
| LIX         | 1 de febrero de 2006-13 de marzo de 2006      | Luz María Hernández Becerril   | Partido Acción Nacional              |
| LIX         | 13 de marzo de 2006-31 de agosto de 2006      | Juan Carlos Núñez Armas        | Partido Acción Nacional              |
| LX          | 1 de septiembre de 2006-27 de abril de 2009   | Armando Enríquez Flores        | Partido Acción Nacional              |
| LX          | 27 de abril de 2009-9 de julio de 2009        | Vacante                        | Partido Acción Nacional              |
| LX          | 9 de julio de 2009-31 de agosto de 2009       | Armando Enríquez Flores        | Partido Acción Nacional              |
| LXI         | 1 de septiembre de 2009-2 de abril de 2012    | Héctor Hernández Silva         | Partido Revolucionario Institucional |
| LXI         | 2 de abril de 2012-16 de abril de 2012        | Vacante                        | Partido Revolucionario Institucional |
| LXI         | 16 de abril de 2012-30 de abril de 2012       | Héctor Hernández Silva         | Partido Revolucionario Institucional |
| LXI         | 30 de abril de 2012-2 de julio de 2012        | Romina Ruiz Ugalde             | Partido Revolucionario Institucional |
| LXI         | 2 de julio de 2012-31 de agosto de 2012       | Héctor Hernández Silva         | Partido Revolucionario Institucional |
| LXII        | 1 de septiembre de 2012-2 de marzo de 2015    | Fernando Zamora Morales        | Partido Revolucionario Institucional |
| LXII        | 5 de marzo de 2015-31 de agosto de 2015       | Shantall Zepeda Escobar        | Partido Revolucionario Institucional |
| LXIII       | 1 de septiembre de 2015-31 de agosto de 2018  | Laura Mitzi Barrientos Cano    | Partido Revolucionario Institucional |
| LXIV        | 1 de septiembre de 2018-31 de agosto de 2021  | Esmeralda Moreno Medina        | Partido Encuentro Social             |
| LXV         | 1 de septiembre de 2021-19 de abril de 2023   | Melissa Vargas Camacho         | Partido Revolucionario Institucional |
| LXV         | 20 de abril de 2023-1 de mayo de 2023         | Sofía Gómez Cambrón            | Partido Revolucionario Institucional |
| LXV         | 1 de mayo de 2023-13 de abril de 2024         | Melissa Vargas Camacho         | Partido Revolucionario Institucional |
| LXV         | 13 de abril de 2024-20 de abril de 2024       | Vacante                        | Partido Revolucionario Institucional |
| LXV         | 20 de abril de 2024-23 de abril de 2024       | Melissa Vargas Camacho         | Partido Revolucionario Institucional |
| LXV         | 24 de abril de 2024-11 de junio de 2024       | Sofía Gómez Cambrón            | Partido Revolucionario Institucional |
| LXV         | 11 de junio de 2024-31 de agosto de 2024      | Melissa Vargas Camacho         | Partido Revolucionario Institucional |
| LXVI        | 1 de septiembre de 2024-                      | Luis Miranda Barrera           | Partido Verde Ecologista de México   |

## Resultados electorales

### Elecciones de 2024
|  | 54.01 % |

|  | 33.17 % |

|  | 10.28 % |

|  | 0.09 % |

|  | 2.45 % |

|  | 100.0 % |

|  | 63.92 % |

### Elecciones de 2021
|  | 45.56 % |

|  | 42.85 % |

|  | 2.98 % |

|  | 2.58 % |

|  | 2.03 % |

|  | 1.30 % |

|  | 0.07 % |

|  | 2.63 % |

|  | 100.00 % |

|  | 52.21 % |

### Elecciones de 2018
|  | 44.98 % |

|  | 26.50 % |

|  | 25.60 % |

|  | 0.05 % |

|  | 2.87 % |

|  | 100.00 % |

|  | 70.81 % |

### Elecciones de 2015
|  | 38.63 % |

|  | 21.70 % |

|  | 6.96 % |

|  | 5.60 % |

|  | 5.57 % |

|  | 4.76 % |

|  | 4.74 % |

|  | 4.10 % |

|  | 3.13 % |

|  | 0.16 % |

|  | 4.60 % |

|  | 100.00 % |

### Elecciones de 2009
|  | 56.13 % |

|  | 29.17 % |

|  | 3.80 % |

|  | 3.08 % |

|  | 1.69 % |

|  | 0.83 % |

|  | 0.11 % |

|  | 3.92 % |

|  | 100.00 % |